# Schienenverkehr in Togo
Der Schienenverkehr in Togo hat eine über einhundertjährige Geschichte. Das Gleisnetz von Togo umfasste eine maximale Länge von 525 km. Eine Verbindung zu den Schienennetzen der Nachbarländer Ghana, Benin oder Burkina Faso bestand nicht. Bis auf zwei Teilstücke wurde das gesamte Netz 1999 wohl stillgelegt.

Bahnstrecken in Togo – maximale Netzausdehnung

## Geschichte

### Deutsche Kolonialzeit

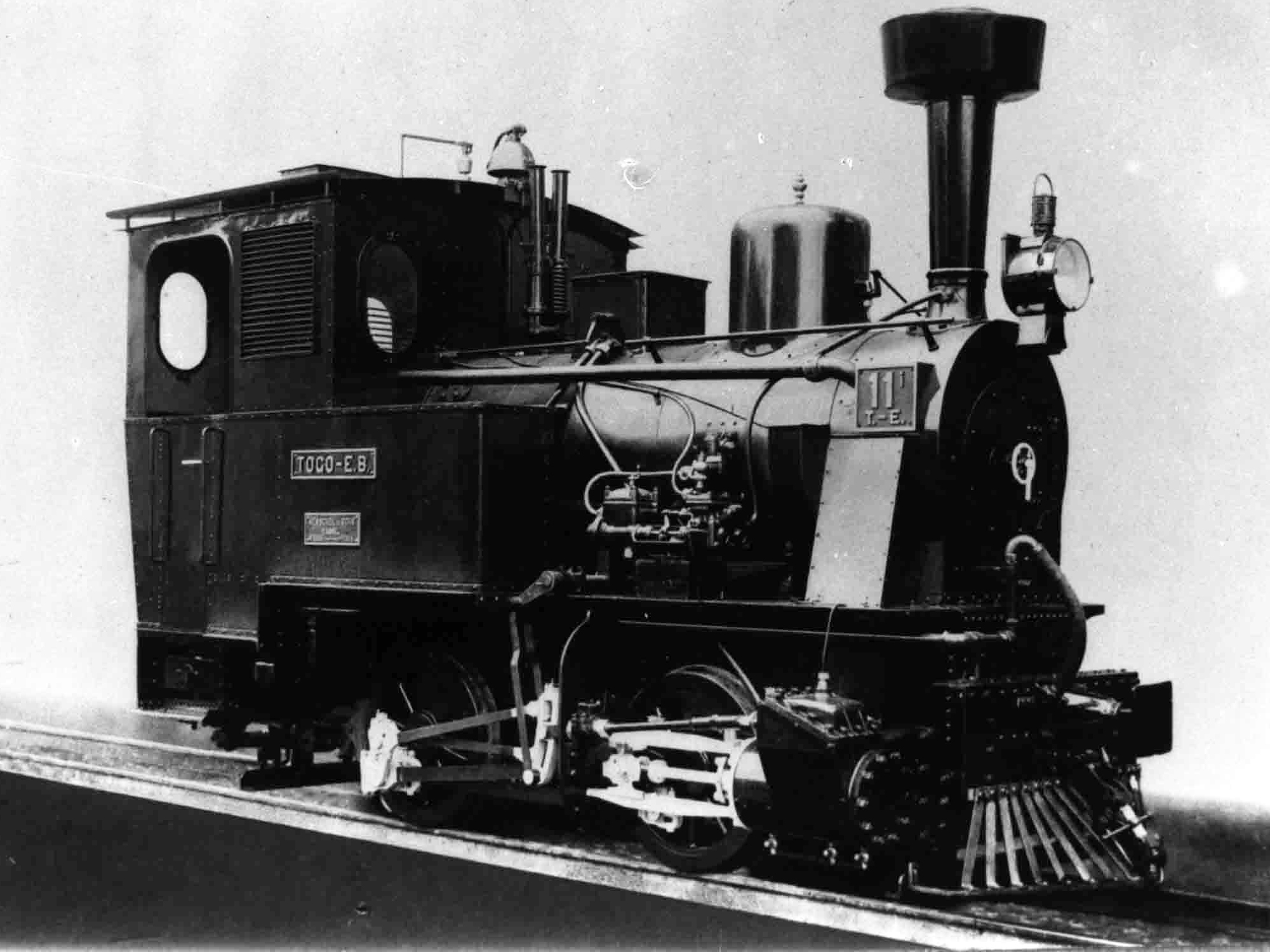
Lokomotive von Henschel für die Togo-Eisenbahn

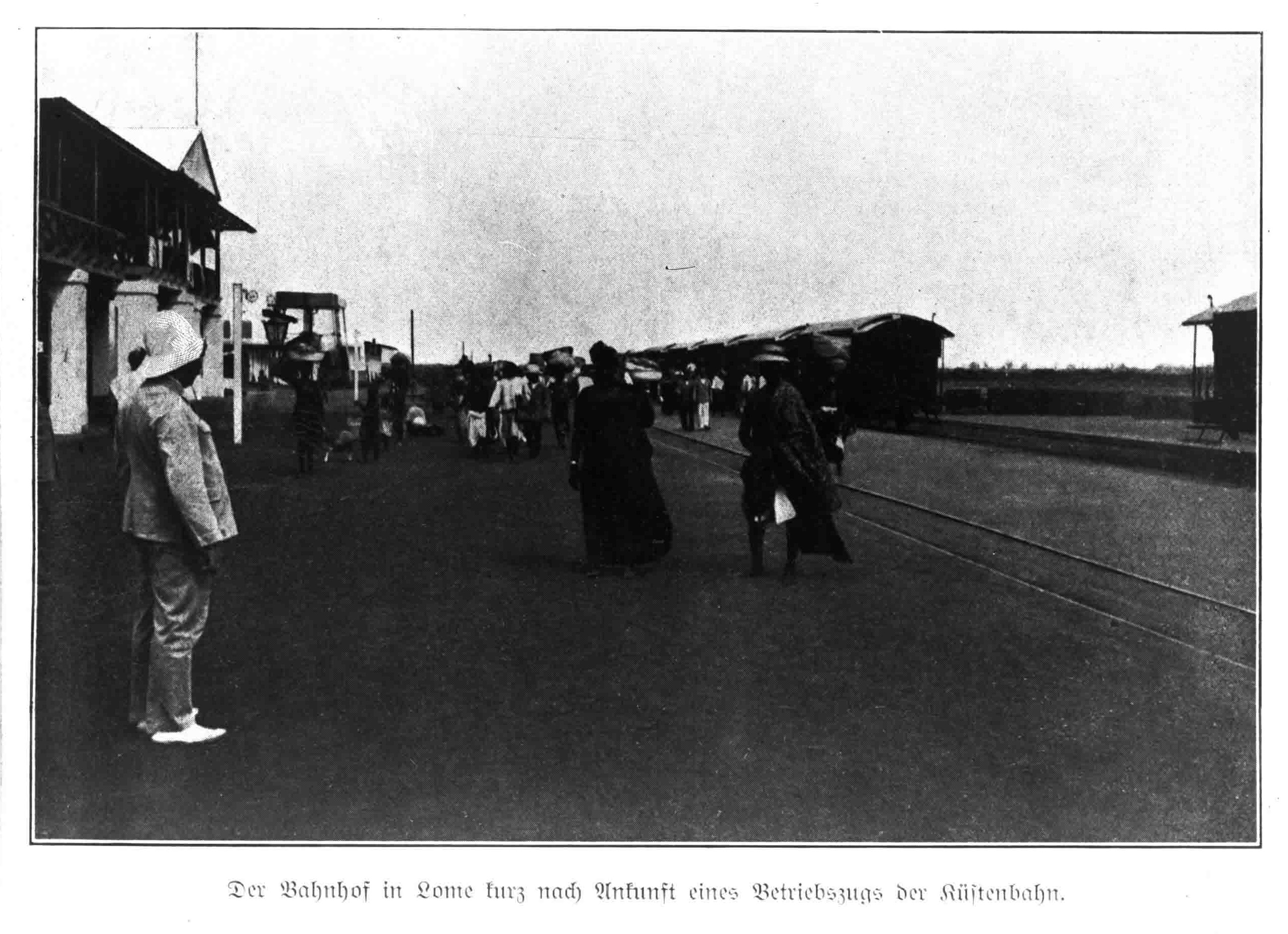
Bahnhof Lomé zur deutschen Kolonialzeit

Die Grundlagen des Netzes wurden während der deutschen Kolonialzeit gelegt. Es diente vor allem der Abfuhr von Agrarprodukten.
Die 44 km lange Bahnstrecke von Lomé nach Anecho war die erste, die im damaligen Deutsch-Togo gebaut wurde. Sie wurde 1905 in Betrieb genommen. Die dort verwendete Meterspur setzte den Standard für den künftigen Bahnbau in Togo.
Am 27. Januar 1907, dem Geburtstag Kaiser Wilhelms II., wurde die 119 km lange Bahnstrecke von Lomé nach Kpalimé eröffnet, die zweite Bahnstrecke in Togo.
Die Bahnstrecke Lomé–Atakpamé wurde ab 1908 errichtet und in ihrer gesamten Länge von 167 km durchgehend 1913 eröffnet. Sie zweigt bei km 2,7 von der Strecke Lomé–Kpalimé ab. Sie wurde in der Zeit des französischen Mandats als einzige noch verlängert.
Am Ende der deutschen Kolonialzeit existierten in Togo 327 km Schienenstrecke,. Der Betrieb wurde mit 18 Tenderlokomotiven, 20 Reisezugwagen und 202 Güterwagen abgewickelt. Aufgrund des sternförmigen Netzes, das in Lomé zusammenlief, konnten die Betriebsmittel sehr ökonomisch eingesetzt werden, und die Unterhaltung der Fahrzeuge war dort in einer Hauptwerkstatt zentralisiert. Das Betriebspersonal bestand überwiegend aus Einheimischen, auch die Mechaniker und Heizer, überwiegend vom Volk der Ewe. Der Lokführer allerdings war immer ein Deutscher. Betriebssprache war Deutsch. Das Personal bestand aus 768 Einheimischen und 26 Europäern.

### Französische Kolonialzeit
Nach dem Ersten Weltkrieg wurde Togo zwischen Großbritannien und Frankreich im Verhältnis 2:1 geteilt. Das gesamte Bahnnetz lag in dem Teil des Landes, der nun von Frankreich als Völkerbunds-Mandat verwaltet wurde. Während der Periode militärischer Besetzung, die bis 1922 dauerte, wurde die Bahn unter dem Namen Togoland Military Railway (TMR) betrieben. Der Bahnbetrieb lag in den Händen der benachbarten Eisenbahn der Goldküste, der Gold Coast Government Railways. Aus diesem Grund wurde in dieser Zeit Rollmaterial in erster Linie aus dem britischen Wirtschaftsraum beschafft. Erst nach 1922 erhielt die Bahn ihren ersten französischsprachigen Namen: Chemins de fer de Togo (CFT).
Da es sich „nur“ um ein Mandatsgebiet handelte, dessen völkerrechtliche Zuordnung zu Frankreich nicht dauerhaft gesichert schien, hielt sich Frankreich mit Investitionen auch in die Eisenbahn Togos zurück. Die französische Kolonialmacht baute das von den Deutschen übernommene Eisenbahnnetz erst in den 1930er Jahren weiter aus. 1934 wurde die an die Bahnstrecke Lomé–Atakpamé ansetzende Bahnstrecke nach Blitta eröffnet, 113 km lang. Der bereits begonnene Weiterbau nach Sokonde wurde wegen Geldmangels eingestellt.

## Unabhängiges Togo

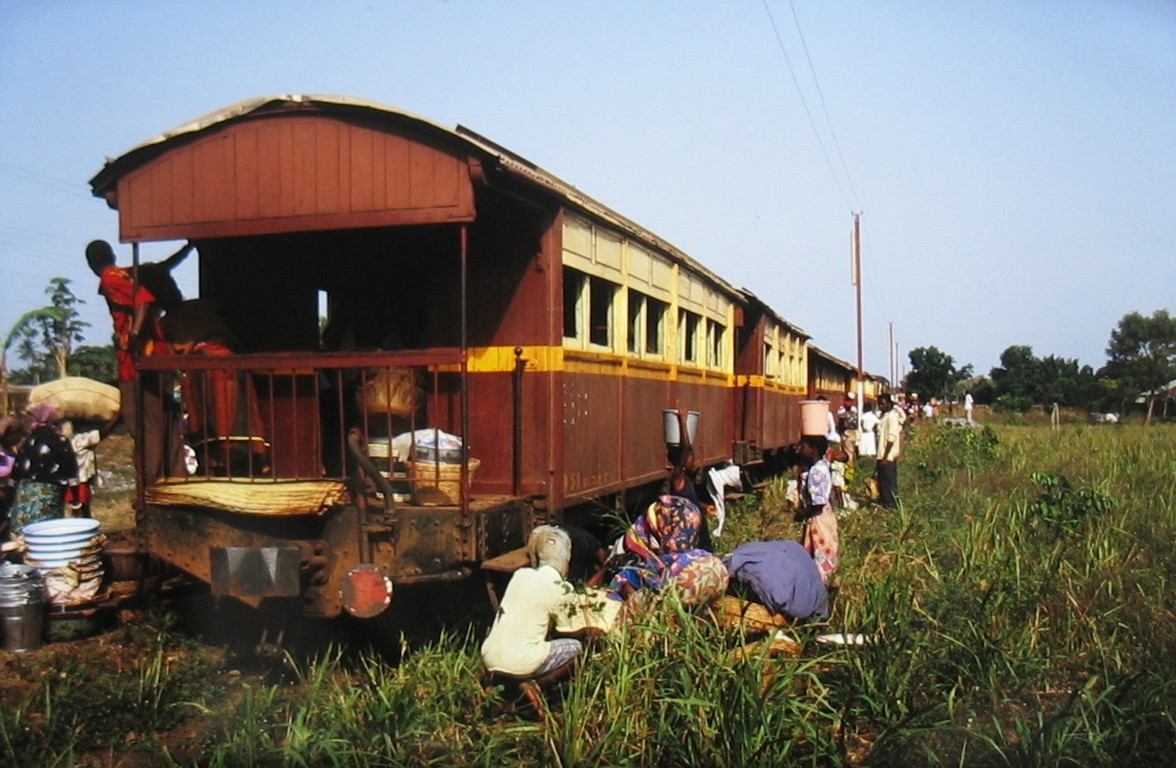
Zug von Lomé nach Kpalimé an einer Haltestelle 1990

### Übernahme und Ausbau
1946 wurde Togo ein UN-Mandat. Die CFE beschaffte in dieser Zeit neue Lokomotiven, letztmals Dampflokomotiven. Sie stellte deren Betrieb aber bis 1964 vollständig auf Dieselbetrieb um. Für den Personenverkehr blieben die alten Reisezugwagen aus der deutschen Kolonialzeit weiter – mindestens bis in die 1970er Jahre – in Betrieb. Ins Reich der durch eine Vielzahl eisenbahn- und kolonialromantischer Veröffentlichungen genährten Legenden gehört deshalb die Vorstellung, dass Togo bei seiner Unabhängigkeit 1960 ein funktionierendes Eisenbahnsystem aus der deutschen Kolonialzeit besaß, das seither ruiniert wurde. Tatsächlich war der Fahrzeugbestand bei Togos Unabhängigkeit überaltert. Für den Personenverkehr wurden Triebwagen von Renault, de Dietrich und einer von Soulé beschafft, eine Reaktion auf die entstandene Konkurrenz des Straßenverkehrs. Bereits seit den 1960er Jahren gab es Vorschläge, die Bahn insgesamt aufzugeben.
Bei Kpémé schließt seit 1961 eine 22 Kilometer lange, private Meterspurstrecke an, die dem Phosphat-Transport des Unternehmens SNPT (heute: Compagnie Togolaise des Mines du Bénin (CTMB)) von der Mine Hahotoe nördlich des Togosees zu einer Landungsbrücke an der Küste dient. Sie ist eines der beiden Teilnetze, die auch heute noch in Betrieb stehen.
1970 wurde das Empfangsgebäude des Bahnhofs Lomé neu aufgebaut. Die Lager- und Lokomotivenhallen aus der deutschen Kolonialzeit sind hingegen fast unverändert erhalten.
1971 kam es zum letzten Mal zu einer Netzerweiterung. Östlich der Bahnstrecke Lomé–Blitta bei Togblékové abzweigend wurde eine Strecke nach Tabligbo eröffnet. Dort wird oder wurde Rohstoff für die Zementproduktion gewonnen.

### Heutiger Betrieb
1985 wurde die Strecke von Lomé nach Aného östlich der Abzweigung von der Hauptstrecke stillgelegt. Die Bahnstrecken Lomé–Kpalimé und die Hauptstrecke Lomé–Blita wurden 19 km nördlich von Lomé, ab dem Bahnhof Togblékové, einschließlich der Zweigstrecke Agbonou–Atakpamé 1999 stillgelegt.
Offensichtlich wurde eine Strecke von Lomé in den Norden Togos reaktiviert.
Betrieben wird derzeit noch die Strecke vom Hafen in Lomé über Agbalépédogan und Togblékové bis Tabligbo. Sie wurde 2002 von der Westafrikanischen Zementgesellschaft (WACEM, ehemalige Cimtogo) übernommen und von RITES betrieben. Hier fahren ausschließlich Ganzzüge. Weiterhin fährt auch die Bahn der CTMB von Kpémé nach Hahotoé und von dort auf einer Zweiglinie nach Kpogamé.